# Steven Mouyokolo

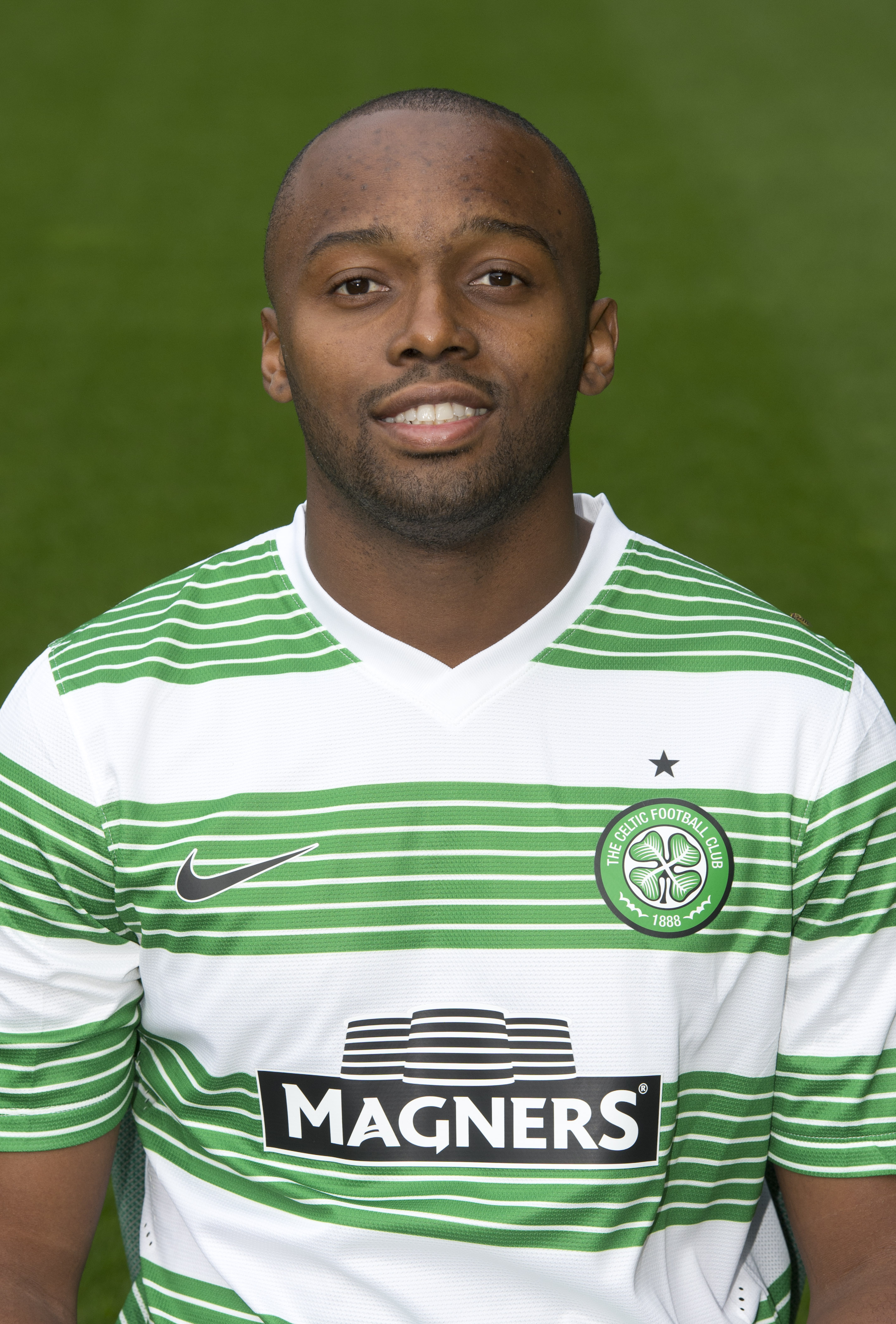

Steven Stefan Fabrice Mouyokolo  (nacido el 24 de enero de 1987) es un futbolista francés que juega como defensa. Actualmente juega en el Celtic Football Club de la Premier League de Escocia.

## Inicios de su carrera
Mouyokolo nació en Melun, Francia, aunque de padres congoleños. Comenzó su carrera futbolística en la Ligue 2 en el LB Châteauroux. Se abrió camino hasta llegar al primer equipo en 2006, pero nunca hizo una aparición con el primer equipo del club, y en 2007 se unió al FC Gueugnon. Hizo 22 apariciones en el primer equipo, y sus impresionantes exhibiciones del centro de la defensa le valió un intento de Union Sportive de Boulogne, también de la Ligue 2.
El defensa tuvo un comienzo brillante en la temporada 2008-09 en la Ligue 2. Sus actuaciones llamaron la atención de equipos de la  Premier League como Newcastle United, Wigan Athletic, Middlesbrough, Bolton Wanderers y el Arsenal. 

## Hull City
Sin embargo, fue el Hull City el que estuvo de acuerdo con una tarifa de Boulogne para el defensa el 30 de enero de 2009, pero la transferencia no tendría lugar hasta el verano. Mouyokolo firmó oficialmente un contrato de cuatro años con su nuevo club el 2 de junio de 2009, después de ayudar a su exequipo para el ascenso a la Ligue 1 francesa por primera vez en su historia. Él anotó para lograr un empate 1-1 ante eventuales campeones del Chelsea , el 2 de febrero de 2010,  pero fue parte del equipo que acabó relegado al campeonato.

## Wolverhampton Wanderers
Mouyokolo permaneció en la Liga Premier cuando se trasladó a Wolverhampton Wanderers el 18 de junio de 2010 en un contrato de cuatro años (con la opción de un quinto año) por un precio que no fue revelado, pero apareció en los medios locales como 2,5 millones de dólares. Su debut se produjo en la FA CUP con un empate ante Notts County en Molineux el 21 de septiembre de 2010. Se esforzó por dejar una buena impresión en su primera temporada, por lo que sólo disputó siete partidos en todas las competiciones.
Con las oportunidades limitadas en su club, en junio de 2011 Mouyokolo fue enviado a préstamo a la Ligue 1 lado Sochaux, con la opción de compra del jugador al final del préstamo. El director Mick McCarthy dijo en ese momento: "Hemos visto un enorme potencial en Steven, pero ha tenido problemas de lesiones que han limitado sus oportunidades." Sin embargo, Mouyokolo sólo logró cuatro partidos con el Sochaux en una temporada marcada por las lesiones, incluyendo una ligamento cruzado roto sufrido en febrero de 2012, antes de regresar al final de la temporada. El 30 de enero de 2013 su contrato fue rescindido por el Wolves por consentimiento mutuo, haciendo de él un agente libre después de sólo siete partidos con el club.

## Celtic
El 16 de julio de 2013, Mouyokolo firmó por el Celtic Football Club , después de impresionar en una serie de partidos de pretemporada.

## Selección nacional
Mouyokolo, al ser francés y de padres congoleños, tiene la opción de jugar por el seleccionado francés o por la República del Congo.
- Datos: Q947068
- Multimedia: Steven Mouyokolo / Q947068